# 동쑤언현
동쑤언현(베트남어: Huyện Đồng Xuân / 縣同春)은 베트남 남중부 지방 푸옌성의 현이다.

## 행정 구역
동쑤언현은 1시진 10사를 관할하고 있다.

### 시진
- 라하이 시진 (Thị trấn La Hai, 羅𠄩市鎭)

### 사
- 동록 사 (Xã Đa Lộc, 多祿社)
- 푸모 사 (Xã Phú Mỡ, 富馬社)
- 쑤언라인 사 (Xã Xuân Lãnh, 春陵社)
- 쑤언롱 사 (Xã Xuân Long, 春隆社)
- 쑤언프억 사 (Xã Xuân Phước, 春福社)
- 쑤언꽝1 사 (Xã Xuân Quang 1, 春光一社)
- 쑤언꽝2 사 (Xã Xuân Quang 2, 春光二社)
- 쑤언꽝3 사 (Xã Xuân Quang 3, 春光三社)
- 쑤언선남 사 (Xã Xuân Sơn Nam, 春山南社)
- 쑤언선박 사 (Xã Xuân Sơn Bắc, 春山北社)